# SDARI Dolphin 80
Der Massengutschiffstyp SDARI Dolphin 80, auch SDARI 80 Kamsarmax, wird seit 2006 gebaut.

## Einzelheiten
Die Dolphin-80-Baureihe wurde vom Shanghai Merchant Ship Design & Research Institute (SDARI) entworfen. Der Typ Dolphin 80 basiert auf den vorhergehenden SDARI-Kamsarmax-Entwürfen, mit denen er sich die grundlegenden Parameter teilt. Aus dem Kamsarmax-80-Typ entwickelte SDARI später die leistungsfähigeren Typen SDARI Dolphin 82 und SDARI Dolphin 84S
Die Dolphin-80-Schiffe werden seit 2006 auf zahlreichen chinesischen Werften für verschiedenste Reedereien gebaut. Sie sind als Kamsarmax-Massengutschiffe mit achtern angeordneten Aufbauten ausgelegt. Sie haben sieben Laderäume mit jeweils eigener Luke, deren Lukendeckel hydraulisch betätigt werden. Der gesamte Laderaumrauminhalt beträgt bei Schüttgütern 94.029 m³. Zum Ladungsumschlag steht kein eigenes Ladegeschirr zur Verfügung. Der Schiffstyp kann bei maximaler Abladung auf 14,58 m 80.000 Tonnen transportieren. Die Einheiten sind auf den Transport verschiedener Massengüter, wie zum Beispiel Getreide, Kohle, Mineralien inklusive verschiedener Gefahrgüter ausgelegt. Die Tankdecke der Laderäume ist für den Erztransport verstärkt ausgeführt, wobei die Laderäume 2, 4 und 6 leer gefahren werden dürfen. Es können darüber hinaus auch Sackgüter, Stahlprofile, -röhren und andere Massenstückgüter, jedoch keine Decksladungen transportiert werden.
Der Antrieb der Schiffe besteht aus einem Zweitakt-Dieselmotor. Der Motor ermöglicht eine Geschwindigkeit von etwa 14 Knoten. Es stehen mehrere Hilfsdiesel und ein Notdiesel-Generator zur Verfügung.